# 小姐你早
《小姐你早》，池莉的长篇小说。

## 内容
三个不同行业和性格的女人戚润物、李开玲、艾月被一个有钱男人王自力伤害，三个女人走到一起，相互扶持，用计谋报复他。

## 角色
- 戚润物：45岁，大学毕业，积极上进的事业型女人，性生活保守、传统，丈夫王自力出轨。

- 李开玲：狐狸、蛇精，50岁，善良、社会经验丰富，在王自力家打扫家务的佣人，点化了戚润物。

- 艾月：24岁，单亲妈妈，被男人欺骗之后反过来弄男人的金钱给男人当玩物，和戚润物一起故意骗王自力，使他倾家荡产。

- 王自力：有钱的成功男士，妻子戚润物，喜好玩女人，后来被戚润物、艾月、李开玲一起报复。

## 主题和风格
《小姐你早》，用幽默、带着“火药味”的笔调抨击了“陈世美”一样的薄情负心汉，同时是宣扬女权主义，向男权社会挑战。

## 改编作品
《你姐你早》被拍成电视剧《超越情感》。